# Mario Zavattaro
Mario Zavattaro (Génova, 1876-Buenos Aires, 1932) fue un ilustrador, caricaturista y pintor italiano activo en Argentina.

## Biografía
Nacido en 1876 en la ciudad italiana de Génova, emigró a Argentina hacia finales del siglo XIX. Sus dibujos aparecieron en publicaciones periódicas como Caras y Caretas, El Hogar, La Nación y Crítica, además de ilustrando el Martín Fierro. Zavattaro, que también practicó la lucha y fue árbitro deportivo, falleció en 1932 en Buenos Aires.

## BIbliografía
- Montesanto, Francisco (2024). «Mario Zavattaro. Vida y obra». Martín Fierro en Alpargatas. Buenos Aires: Biblioteca Nacional. ISBN 978-987-728-197-2.

- Datos: Q112434902
- Multimedia: Mario Zavattaro / Q112434902